# Međunarodna godina šuma
Međunarodna godina šuma je 2011. godina odlukom Ujedinjenih naroda. Na 5. zasjedanju UN-a u svibnju 2005., na prijedlog Hrvatske pokrenuta je procedura, da se 2011. proglasi Međunarodnom godinom šuma, što je i prihvaćeno rezolucijom Glavne skupštine UN-a u prosincu 2006.
Godine 2011., u mnogim državama svijeta organizirale su se aktivnosti i događanja na međunarodnoj i državnoj razini, koja su promicala šume i educirala o dobrobiti od šuma. Izrađen je logo Međunarodne godine šuma, koji se koristio za obilježavanje događaja. 
Povodom Međunarodne godine šuma, održana je izložba fotografija u New Yorku u zgradi UN-a s fotografijama hrvatskih šumara na temu: "Šuma okom šumara".
Pošte mnogih europskih zemalja objavile su prigodne poštanske marke na temu Europa-šume. U akciju su se uključile: Hrvatska, Slovenija, Srbija, Njemačka, Poljska, Bjelorusija, Italija, Malta, Gibraltar, Monako, Bugarska i dr. Hrvatska pošta pustila je u promet dvije prigodne poštanske marke 5. svibnja 2011. Marke je oblikovao dizajner Robert Rebernak, a kao motive koristio slike hrvatskih slikara Josipa Zankina (Bukva, 2008.) i Lovre Artukovića (Šumski prikaz s paukovom mrežom, 2002.).
U Međunarodnoj godini šuma željela se istaknuti ključna uloga šuma u uspostavljanju ravnoteže ugljikovog dioksida u atmosferi i ublažavanju procesa klimatskih promjena. U razdoblju od 2000. do 2010. godine nestalo je 13 milijuna ha šume u svijetu, a nastalo je 7,8 milijuna ha novih šuma. Površina šuma smanjuje se u Latinskoj Americi i Africi, blago se povećava u Aziji, a u Europi je uglavnom podjednaka iz godine u godinu (uključujući i Hrvatsku). 
U Europi posebno u Austriji i Švicarskoj trend je porasta korištenja biomase iz šume u energetske svrhe, čime se smanjuje potrošnja fosilnih goriva.